# سام هيوستن
صموئيل «سام» هيوستن (بالإنجليزية: Sam Houston)‏ هو سياسي أمريكي من مواليد من 2 مارس من عام 1793 في مقاطعة روكبريج بولاية فرجينيا الأمريكية. شغل هيوستن منصب حاكم ولاية تينيسي الأمريكية ما بين تشرين الأول 1827 إلى نيسان 1829 وشغل كذلك منصب رئيس جمهورية تكساس مرتين المرة الأولى كانت ما بين 22 تشرين الأول 1836 إلى 10 كانون الأول 1838 والمرة الثانية كانت ما بين 13 كانون الأول 1841 إلى 9 ديسمبر 1844 خدم صموئيل هيوستن في مجلس الشيوخ الأمريكي ممثلا عن ولاية تكساس ما بين عامي 1846 إلى 1859. شغل صموئيل هيوستن كذلك منصب حاكم ولاية تكساس الأمريكية ما بين عامي 1859 إلى عام 1861 توفي صموئيل هيوستن في 26 تموز / يوليو 1863 في هاتسفيل بولاية تكساس.

## بدايات حياته
كان هيوستن من أصل اسكتلندي – أيرلندي وولد قرب لكسينغتون في فرجينيا في 2 مارس 1793 وكان أبوه الذي حارب في حرب الاستقلال الأمريكية قد مات عام 1806 فانتقل سام مع أمه إلى محافظة بلاونت على الحدود مع تينيسي، وعندما كان في الخامسة عشرة وجد له إخوته الأكبر عملا ككاتب حسابات في محل تاجر، ثم هرب وعاش مع الهنود في شرق تينيسي لثلاث سنوات. وعندما عاد فتح مدرسة في الريف وحضر لاحقا محاضرة أو اثنتين في أكاديمية ماريفيل.

## الحروب
خدم أثناء حرب 1812 تحت إمرة أندرو جاكسون ضد هنود كريك، وتمت ترقيته لرتبة ملازم لشجاعته في معركة توهوبيكا التي أصيب فيها بعدة جروح. في عام 1817 عين وكيلا ثانويا في إدارة العمل المتعلقة بإبعاد الشيروكي من شرق تينيسي إلى محمياتهم في أركانساس، لكنه أهين وتلقى التوبيخ من جون كالهون، الذي كان وزير الحرب آنذاك، لأنه ظهر أمامه في ملابس هندية، بالإضافة إلى خضوعه للتحقيق بشأن تهم أثرت على مصداقيته الرسمية، واستقال من منصبه في عام 1818.
سجل نفسه في مكتب قانون في ناشفيل، وأدخل في نقابة المحامين، وانتخب بعد وقت قصير كمدعي عام المقاطعة. مثل هيوستن المنطقة التاسعة لتينيسي في الكونغرس من عام 1823 إلى 1827، وانتخب حاكم الولاية من قبل الديمقراطيين في عام 1827. وتزوج إليزا ألين في يناير 1829؛ وتركته زوجته بعد ثلاثة أشهر، واستقال من منصب الحاكم، وذهب ليعيش ثانية بين الشيروكي الذين كانوا في هذا الوقت على وشك أن ينتقلوا إلى الأرض الهندية، وتقبلوه رسميا عضوا في أمتهم.
زار واشنطن في عام 1830 لفضح الاحتيالات التي مورست على الشيروكي من قبل عملاء الحكومة، وزارها ثانية في عام 1832 وجذب انتباه الأمة بلقائه مع وليام ستانبيري في 13 أبريل 1832، وهو عضو كونغرس من أوهايو، الذي أعلن بأن هيوستن نفسه كان يريد غشهم.

## الحياة في تكساس
ذهب هيوستن بتكليف من قبل الرئيس جاكسون إلى تكساس في ديسمبر 1832 للمفاوضة على المعاهدات مع القبائل الهندية هناك لحماية التجار الأمريكيين على الحدود. قرر هيوستن البقاء في تكساس وانتخب مندوبا إلى المؤتمر الدستوري الذي عقد في سان فيليبي يوم 1 أبريل 1833 لرسم مذكرة إلى الكونغرس المكسيكي يطلب فيها انفصال تكساس عن كواويلا، التي كان الحزب المعادي للأمريكيين مسيطرا فيها، بالإضافة إلى وضع دستور للكومنولث كعضو جديد في الجمهورية المكسيكية، وعمل كرئيس للجنة الصياغة، وأخذ دورا بارزا في التحضيرات للحرب عندما تم رفض العريضة في السنة التالية.
في أكتوبر 1835، ومباشرة بعد اندلاع حرب استقلال تكساس، اختارت لجان قسم ناغوكدوتشيس الإداري هيوستن كقائد عام القوات في شرق تكساس، واختير كقائد عام لجيش تكساس بعد اتفاقية سان فيليبي في نوفمبر. وفي 21 أبريل 1836، بينما كان يقود 743 جنديا غرا، اجتمع على ضفاف نهر سان خاسينتو مع حوالي 1600 محارب مكسيكي تحت قيادة سانتا أنا ودحروهم بالكامل؛ وفي اليوم التالي أخذ سانتا أنا سجينا.
تم الاستقلال المطلق (المعترف به بمعاهدة وقعت في 14 مايو) بهذا النصر الحاسم، وانتخب هيوستن كرئيس للجمهورية الجديدة في 1 سبتمبر وتم تنصيبه في 22 أكتوبر. وانتهت فترته في ديسمبر 1838؛ وانتخب ثانية في عام 1841 وظل في المنصب حتى العام 1844. وأثناء فترة حكمه سميت مدينة مؤسسة حديثا عليه وكانت مقر الحكومة في أعوام 1837-39 وفي 1842-45.
تم ضم تكساس إلى الاتحاد الأمريكي في عام 1845، وانتخب هيوستن كأحد أعضاء مجلس الشيوخ الأمريكي الأوائل عن الولاية. عمل كديموقراطي مخلص من مارس 1846 حتى 1859؛ عارض قانون كانساس نبراسكا في خطاب بارع (3 مارس 1854)، وتكلم كثيرا في الدفاع عن حقوق الهنود. في عام 1859 انتخب حاكما لولاية تكساس وحاول منع انشقاق الولاية؛ وعندما رفض في مارس 1861 بأن يقسم الولاء إلى الإتحاد الانفصالي للولايات الجنوبية أعلن عن خلعه عن منصبه. مات في هانتسفيل، تكساس في 26 يوليو 1863.

## قراءات أخرى
- سام هيوستن وحرب الاستقلال في تكساس Sam Houston and the War of Independence in Texas بقلم ألفرد ماسون وليامز (بوسطن، 1893).
- حياة الجنرال هيوستن Life of General Houston بقلم هنري بروس (نيويورك، 1891)
- حياة وبقايا أدبية منتقاة لسام هيوستن Life and Select Literary Remains of Sam Houston بقلم وليام كاري كراين (فيلادلفيا، 1884).

## روابط خارجية
- سام هيوستن على موقع الموسوعة البريطانية (الإنجليزية)
- سام هيوستن على موقع إن إن دي بي (الإنجليزية)